# Стайер
Ста́йер (от англ. stayer — «выносливый человек») — легкоатлет, бегун на длинные дистанции. Стайерские дистанции — от 3000 метров и длиннее. Дистанции меньше 3000 метров называются средними. В отдельных дисциплинах стайерского бега спортсменов могут также называть более узкими терминами: «полумарафонец», «марафонец» или «сверхмарафонец». Поскольку легкоатлет может участвовать в забегах на разные дистанции (или даже принимать участие в небеговых видах), то под термином «стайер» в первую очередь нужно понимать одну из предрасположенностей человека.
По аналогии с лёгкой атлетикой в ряде других циклических видов спорта используется термин «стайер».